# 洞岩寺 (長野県豊丘村)
洞岩寺（とうがんじ）は長野県下伊那郡豊丘村神稲にある曹洞宗の寺院。山号は長松山。

## 歴史
開創年月は不詳であるが、鎌倉に建長寺を創建したことで知られる蘭渓道隆（大覚禅師）を勧請して開山したとされ、当時は東岸寺と号する臨済宗の寺院であった。
天竜川の西岸にある西岸寺が、弘長元年（1261年）に蘭渓道隆（大覚禅師）によって開山されていることから、同時期に天竜川を挟んで相対して開創されたと思われる。
室町時代には衰微していたようであるが、戦国時代に至り、神之峰城主の知久頼康が、中興の開基となって再建し、知久氏の菩提寺となった。
天文23年（1554年）、8月15日、武田信玄の重臣であった秋山虎繁・山本勘助らが神之峰城を攻略した時に、武田勢は、伴野・林・田村前の天竜川を渡り、林・伴野の河原一体で、合戦が行われた。
この時、知久氏の領内にあった寺社は悉く焼討され、東岸寺の他に、文永・安養・慈恩・向西・泉龍の各寺院と、河野大宮神社・田村諏訪神社が焼亡した。
知久頼康は、軍勢を率いて伴野南堂の前で大決戦を展開したが、頼康と多くの将士は討死し、遂に神之峰城は落城した。
頼康の遺骸は東岸寺に葬られ、将士は南堂の墓地に埋葬された。現在も将士の墓と伝わる五輪塔が数基残っている。
天正10年（1582年）2月に織田信長と徳川家康は共同で武田氏の領地へ侵攻を開始し、3月に武田氏は滅亡した。
しかし、6月2日に勃発した本能寺の変によって信長が死ぬと、伊那郡は徳川家康の支配下に入り、
7月26日、頼康の弟の知久頼氏が、諏訪郡と甲斐への侵攻に参加して武功を挙げたことから、家康から6千貫文を安堵された。
慶長6年(1601年)、頼氏の子の知久則直は江戸幕府の交代寄合(旗本)となり、阿島陣屋を拠点として2,765石を知行した。
江戸時代初期、伊那郡栗野村の関昌寺の直心玄朔が、当地に留錫して郷氏からの要望によって再興し、曹洞宗に改宗して洞岩寺に改号した。
寛文10年(1670年)10月10日、則直の四男の知久直次(七郎兵衛)は、田村村を分知されて、「御分知様」と呼ばれ、江戸城の大番頭に出仕した。
元禄2年(1689年)、知久直次(七郎兵衛)は、領内に洞岩寺があったため尊崇が篤く、洞岩寺に覚書を下した。
享保13年(1728年)、十世の傑洲紋英が本堂を建造した。
宝暦4年(1754年)5月18日、十一世の釣峰英千は、旗本の知久頼直の四女「松光院殿緑岸恵蒼大姉」の葬儀に臨んで導師を勤めた。
頼直は、娘の供養のために、洞岩寺に米5斗を永代寄附した。そして菩提を弔うために梵鐘並びに雲版を備えることとなり、三河国宝飯郡北金屋村の「中尾惣左衛門　藤原安重」が、梵鐘並びに雲版を鋳造した。そして同年の冬に、山門が造立された。
宝暦9年(1759年)11月3日、釣峰英千は、洞岩寺の寺紋として知久氏の家紋である御所車を使用したいと願い出て許された。
寛政2年(1790年）、十二世の春山珍英は、知久頼康の墓碑を裏山にある歴代住持の墓に並んで建立した。
嘉永3年(1850年）の冬、十六世の大憐晋城は、知久頼康の三百回忌を執行し、知久・武田の古戦場である林村の花立、軍垣外において納経を施修し、伴野村南堂前では知久頼康をはじめとする戦没者50余柱の大施餓鬼法要を厳修した。
安政4年(1857年）3月、本堂の北側に「頼康堂」を再建し、堂内に知久頼康の木像を安置した。その姿は洞岩寺が所蔵する「知久頼康公木版画」に、その面影を偲ぶことができる。
明治7年(1874年)「知久御分知家」八代の知久直徳は、田村村へ来て洞岩寺に寄寓した。父の知久直宜と老母と娘2人は前年に洞岩寺に来て暮らしており、十七世の密傳確童の元で5人家族が3年間居住した。
昭和38年(1963年）、二十三世の長山禅瑞は、知久頼康の四百回忌に当たって大法要を施修し、伴野村南堂前で知久頼康をはじめとする戦没者50余柱の大施餓鬼法要を厳修した。
昭和39年(1964年）、豊丘村の出身で東京に在住していた福沢新雄の寄進により、京都の三和梵鐘鋳造所が製造した梵鐘を新調し、11月22日に撞初式が厳修された。

## 管轄する堂宇
- 補陀寺　　字城耕地にある。
- 翠月庵　　字笹久保耕地にある。
- 市場観音堂　　字市場にある。
- 十王堂　　田村字市場北耕地にある。
- 北村阿弥陀堂　　田村字北村耕地塞の神にある。
- 東養寺　　田村柿垣外耕地にある。

## 交通
- JR東海　飯田線市田駅より、約1.7㎞
- 中央自動車道座光寺スマートインターチェンジより、約7km、車で18分